# Lokop
Lokop is een bestuurslaag in het regentschap Aceh Timur van de provincie Atjeh, Indonesië. Lokop telt 574 inwoners (volkstelling 2010).